# Georgi Nikolajewitsch Sarubin
Georgi Nikolajewitsch Sarubin (russisch Георгий Николаевич Зарубин; * 11. Apriljul. / 24. April 1900greg. in Golizyno, Ujesd Serdobsk, Gouvernement Saratow; † 24. November 1958 in Moskau) war ein sowjetischer Botschafter.

## Leben
Georgi Sarubin trat 1919 in die KPdSU ein. 1931 schloss er ein Studium der Textiltechnik ab. Von 1931 bis 1935 leitete er eine nach Wjatscheslaw Michailowitsch Molotow benannte Arbeiteruniversität. 1940  trat er in den Dienst des Volkskommissariats für Auswärtige Angelegenheiten der UdSSR. 1941 leitete die Abteilung Konsulardienste. Von 1941 bis 1944 leitete er die Abteilung Amerika. Von 1944 bis 1946 war er Botschafter in Ottawa.
Von 1946 bis 1952 war er Botschafter in Großbritannien. Am 14. Juni 1952 wurde er zum Botschafter in  Washington, D.C. ernannt, wo er vom 25. September 1952 bis 7. Januar 1958 akkreditiert war. Am 20. Februar 1958 wurde er zum stellvertretenden Außenminister der UdSSR ernannt. 
| Vorgänger                  | Amt                                                                                                 | Nachfolger                   |
| -------------------------- | --------------------------------------------------------------------------------------------------- | ---------------------------- |
| Fjodor Tarassowitsch Gusew | Außerordentlicher bevollmächtigter Gesandter der UdSSR in Ottawa, Kanada 1944 bis 1946              | Nikolai Belochwostikow       |
| Fjodor Tarassowitsch Gusew | Botschafter der UdSSR in London 1946 bis 1952                                                       | Andrei Andrejewitsch Gromyko |
| Alexander Panjuschkin      | Botschafter der UdSSR in den USA am 14. Juni 1952 ernannt vom 25. September 1952 bis 7. Januar 1958 | Michail Menschikow           |